# Praha XVI

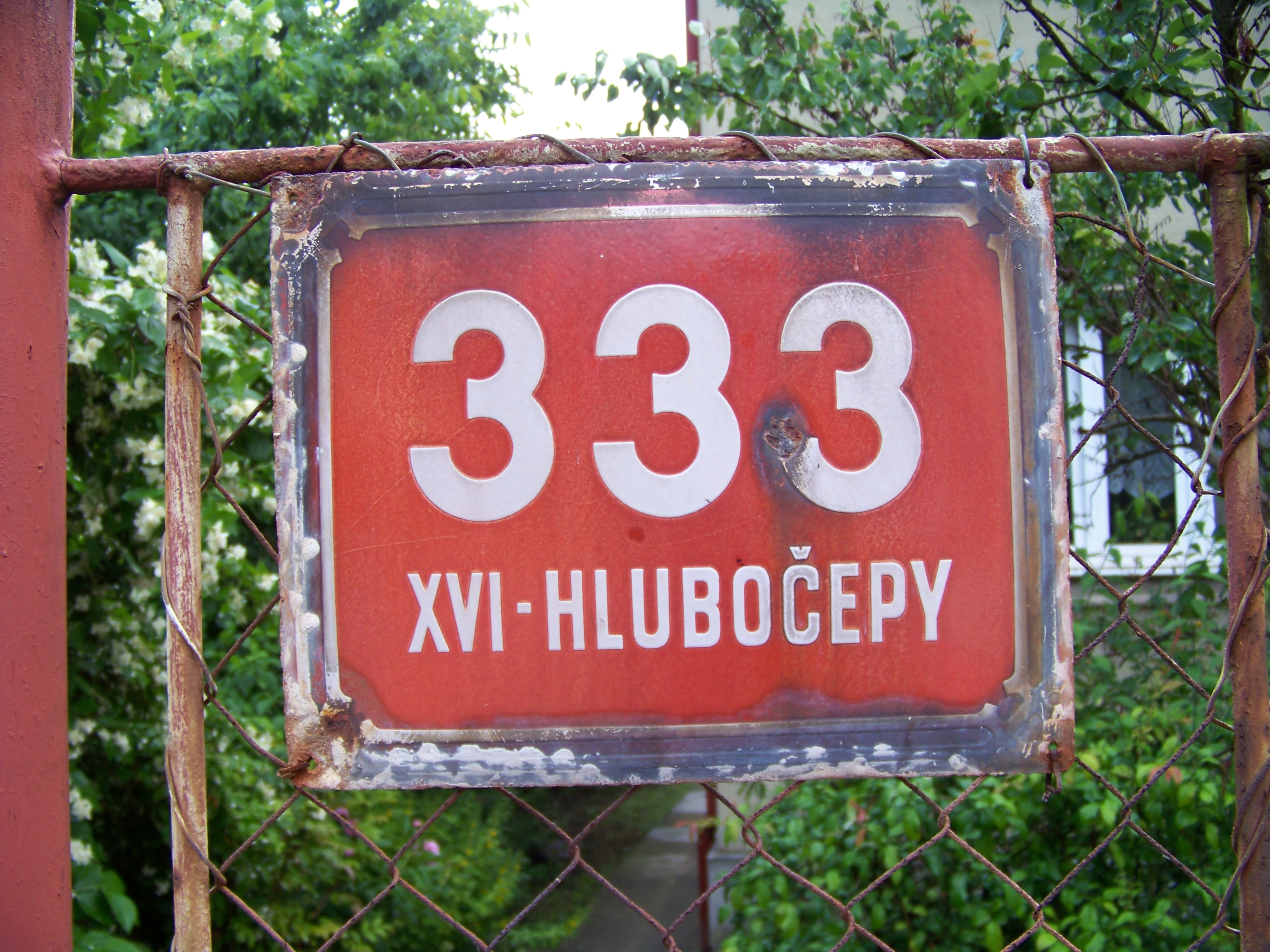
Staré domovní číslo v ulici Na srpečku

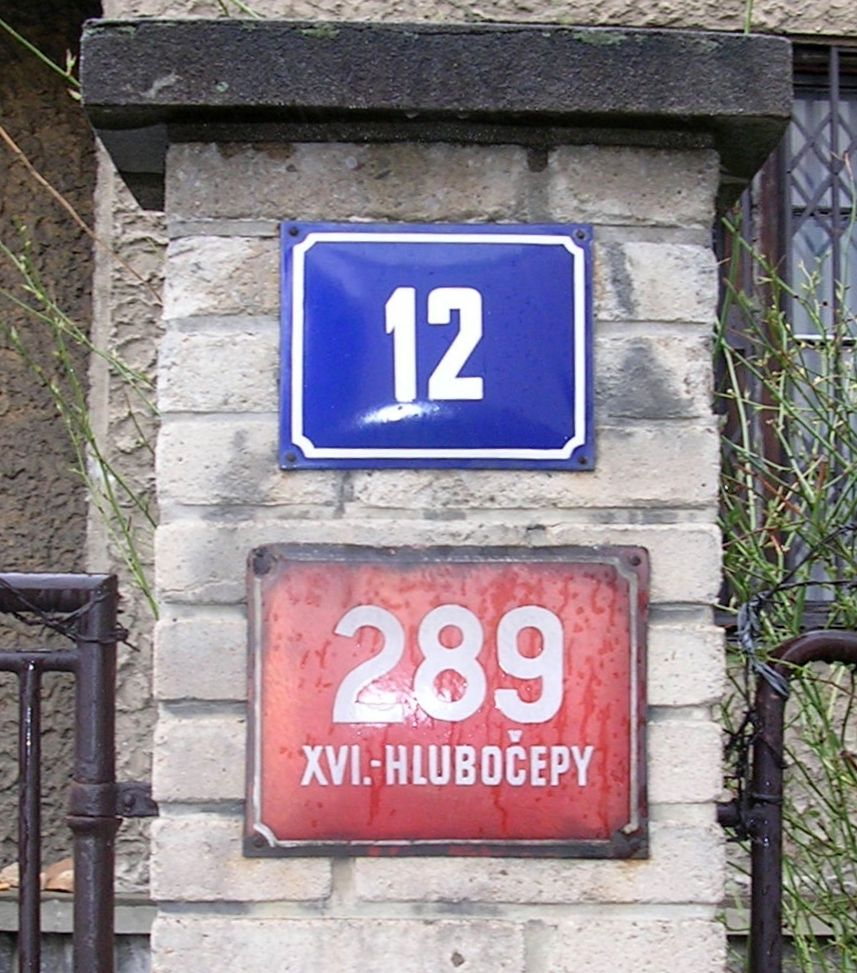
Staré domovní číslo v ulici Nad pomníkem

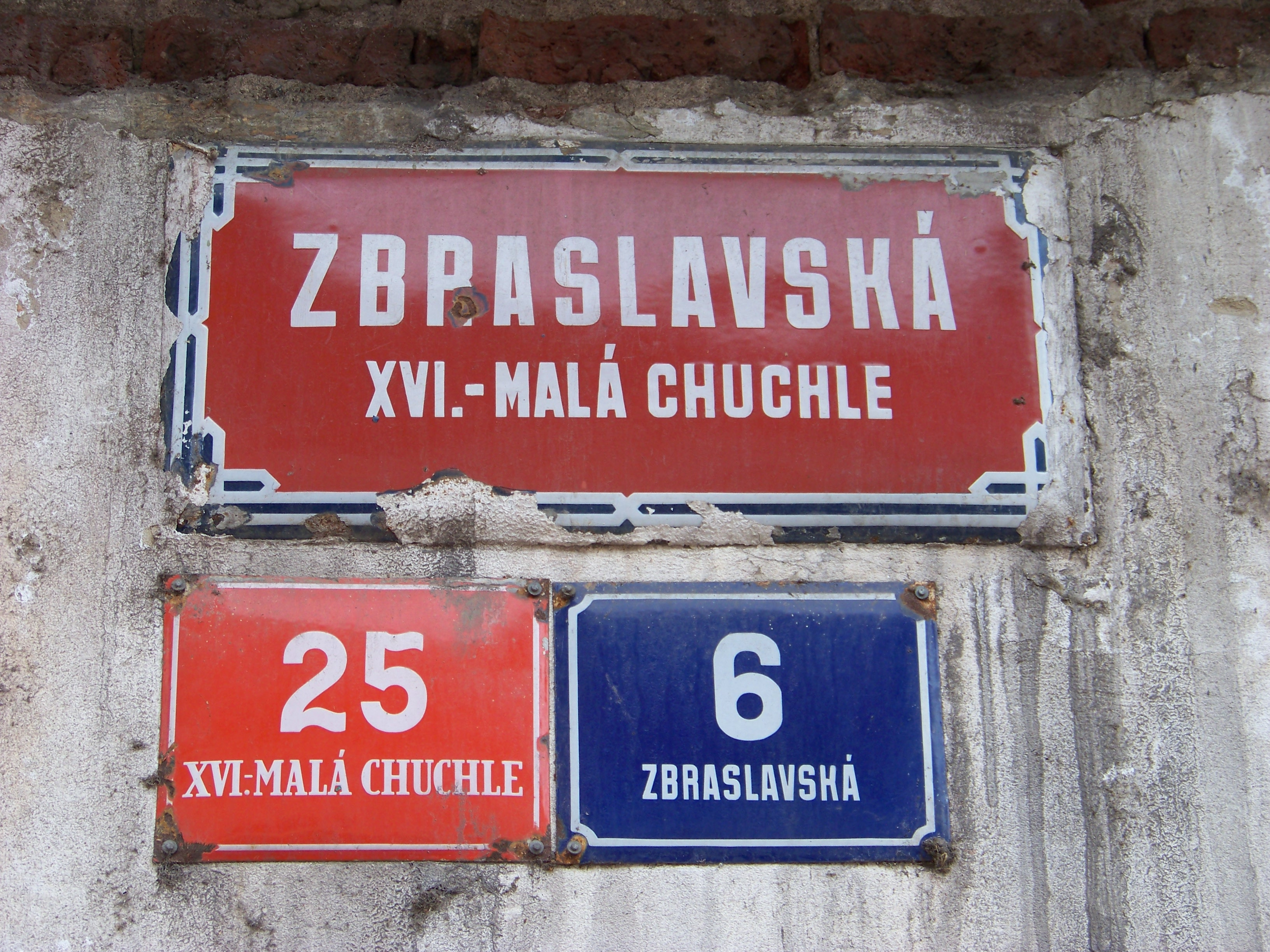
Označení ulice a domu v Malé Chuchli

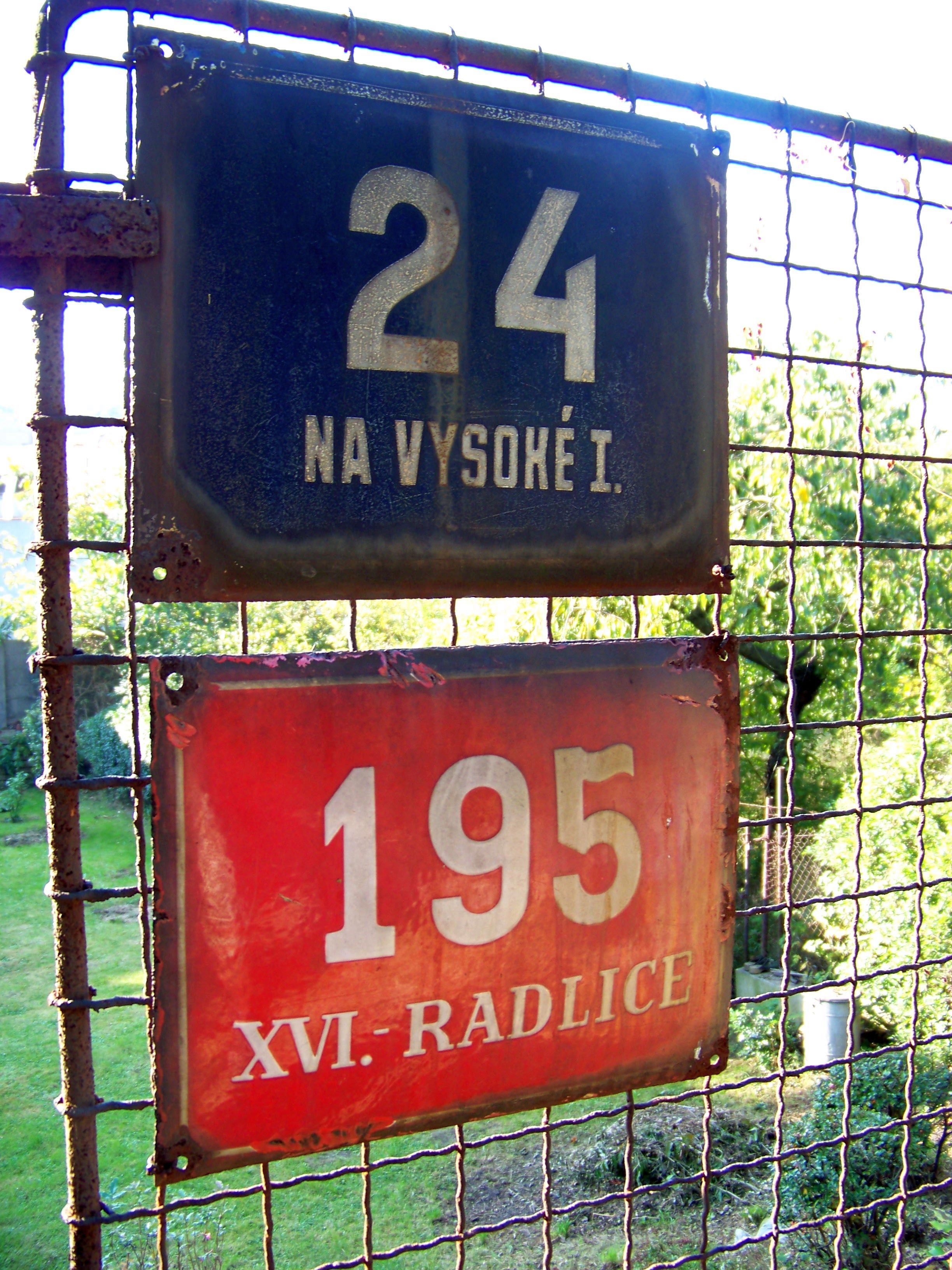
Staré označení obvodu v Radlicích

Praha XVI bylo v letech 1923–1949 označení městského obvodu Velké Prahy, tvořeného územím bývalého okresního města Smíchov a obcí Radlice a Hlubočepy, připojených k Praze 1. ledna 1922 na základě zákona č. 114/1920 Sb. z. a n. z dosavadního smíchovského okresu, a osady Malá Chuchle, která byla k témuž datu vyčleněna z obce Velká Chuchle ve zbraslavském okrese a připojena k Praze. Jako volební obvod byla Praha XVI vymezená vládním nařízením č. 7/1923 Sb. s účinností ode dne vyhlášení 17. ledna 1923. Vládní nařízení 187/1947 Sb, účinné od 14. listopadu 1947, ponechalo rozsah obvodu stejný, určilo jej však i obvodem pro státní správu a název obvodu se rozšířil o název sídelní čtvrti obvodu, tedy na Praha XVI – Smíchov. 
Obvod byl zrušen k 1. dubnu 1949, kdy byla Praha vládním nařízením č. 79/1949 Sb. rozčleněna novou správní reformou na 16 městských obvodů číslovaných arabskými číslicemi. Část Smíchova, Radlice, Hlubočepy a Smíchov pak utvořily nový obvod Praha 16, zbylá část Smíchova byla začleněna do obvodu Praha 4 (spolu s Košíři, Motolem a Jinonicemi). Od 11. dubna 1960 zákon č. 36/1960 Sb. vymezil v Praze 10 obvodů, přičemž Smíchov, Radlice, Hlubočepy i Malá Chuchle připadly do obvodu Praha 5. Zákon č. 418/1990 Sb., o hlavním městě Praze, s účinností od 24. listopadu 1990 a poté znovu Statut hlavního města Prahy (vyhláška hl. m. Prahy č. 55/2000 Sb. HMP) s účinností od 1. července 2001 zařadily Smíchov, Radlice a Hlubočepy do městské části Praha 5, Malou Chuchli do městské části Praha-Velká Chuchle. 